# 弗留利地区杰莫纳
弗留利地区杰莫纳（義大利語：Gemona del Friuli）是意大利弗留利-威尼斯朱利亚大区乌迪内省的一个市镇。总面积為56.21平方公里，人口11222人，人口密度199.6人/平方公里（2009年）。ISTAT代码为030043。

## 友好城市
- 奥地利沃尔特湖畔费尔登
- 奥地利拉基兴
- 義大利福利尼奧